# Vicente Jorge Silva
Vicente Jorge Lopes Gomes da Silva (Funchal, 8 de novembro de 1945 — 8 de setembro de 2020) foi um jornalista, político e cineasta português.

## Biografia
Na infância Vicente Jorge Silva apaixona-se pelo cinema e lê com interesse as críticas da revista Imagem. Já adolescente é convidado a escrever artigos sobre filmes na página Foco, do Jornal da Madeira, sendo compulsivamente proibido de o fazer, por escrever sobre filmes para maiores de 17 anos e fazer a defesa do «amor livre».
Aos 15 anos foi expulso do liceu no Funchal, indo prosseguir os estudos no continente. Aos 18 viajou para França, onde foi operário numa fábrica de colas e fez amizade com Maria Lamas. Seguiu para o Reino Unido, onde lavou pratos e serviu à mesa, e esteve prestes a ingressar num curso de cinema. Contudo, foi-lhe recusado o prolongamento do visto pelo Consulado português, o que determinou o seu regresso à Madeira.
Quando voltou à sua ilha, Vicente Jorge Silva assume, corria o ano de 1966, a direção do jornal Comércio do Funchal, que desempenhou um importante papel na renovação da imprensa regional portuguesa, conotado com a oposição ao regime salazarista.
Em 1974 o jornalista ingressou no Expresso, fundado um ano antes (6 de janeiro de 1973), onde exerceu as funções de chefe de redação e de diretor-adjunto. Cofundador e primeiro diretor do jornal Público, iniciado em 1990, foi ele o pai da expressão «Geração rasca», utilizada num editorial por si assinado por altura das manifestações estudantis contra Manuela Ferreira Leite, então Ministra da Educação do Governo de Aníbal Cavaco Silva.
Foi colunista do Diário Económico e do Diário de Notícias, colaborou com o semanário Sol.
Como realizador de cinema foi autor de O Limite e as Horas (1961), O Discurso do Poder (1976), Vicente Fotógrafo (1978), Bicicleta - Ou o Tempo Que a Terra Esqueceu (1979), A Ilha de Colombo (1997). Porto Santo (1997), seu último trabalho no cinema, foi exibido no Festival Internacional de Genebra.
Foi deputado à Assembleia da República pelo Partido Socialista (PS), eleito pelo círculo eleitoral de Lisboa nas eleições de 2002. Renunciou a meio do mandato.
Foi também comentador na SIC Notícias.